# Rivière à la Truite (La Haute-Côte-Nord)
Pour les articles homonymes, voir Rivière à la Truite.
La rivière à la Truite est un affluent de la rive nord-ouest de l’estuaire du Saint-Laurent, coulant dans la zone Les Grandes Savanes, dans la péninsule de Portneuf, dans les municipalités de Portneuf-sur-Mer et de Longue-Rive, dans la municipalité régionale de comté (MRC) de La Haute-Côte-Nord, sur la Côte-Nord, dans la Province de Québec, au Canada.
La partie inférieure du bassin versant de la rivière à la Truite est desservie notamment par la route 138 qui la traverse près de son embouchure. À partir de la route 138, une route forestière coupe le cours de la partie supérieure de la rivière à la Truite,,.
La surface de la rivière à la Truite est habituellement gelée de la fin novembre au début avril, toutefois la circulation sécuritaire sur la glace se fait généralement de la mi-décembre à la fin mars.

## Géographie
Les principaux bassins versants voisins de la rivière à la Truite sont :
- Côté nord : rivière Portneuf (Côte-Nord), rivière Noire (rivière Portneuf), rivière à Philias, rivière du Sault aux Cochons ;
- Côté est : estuaire du Saint-Laurent ;
- Côté sud : baie de Mille-Vaches, rivière Éperlan, ruisseau de Bon-Désir ;
- Côté ouest : rivière Éperlan, lac des Cèdres, rivière aux Castors (rivière du Sault au Mouton)[2].

La rivière à la Truite prend sa source de ruisseaux forestiers à une altitude de 95 m en zone forestière, dans la municipalité Portneuf-sur-Mer. Cette source est située près des lignes à haute tension d'Hydro-Québec.

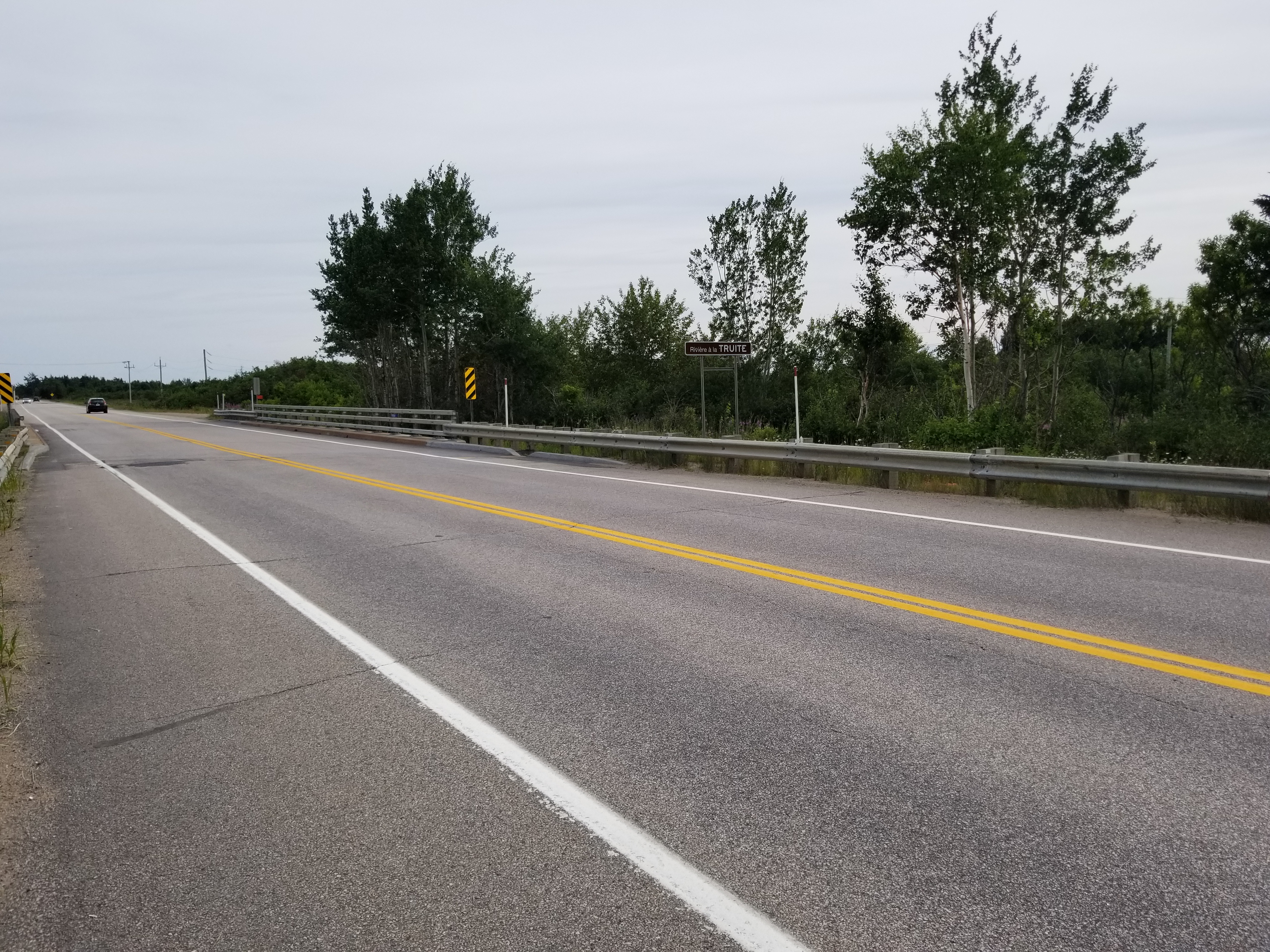
Pont de la route 138 enjambant la rivière à la Truite (La Haute-Côte-Nord).

Le cours de la rivière à la Truite coule sur 16,1 km selon les segments suivants :
- 9,7 km vers le sud-est, en coupant une route forestière, puis en traversant une zone de marais en fin de segment, jusqu’à la limite de la municipalité de Longue-Rive ;
- 5,1 km vers l'ouest plus ou moins en parallèle à la rive de la baie de Mille-Vaches, jusqu’à la route 138 ;
- 1,3 km vers le sud-ouest en formant un crochet vers le nord-est, en zone de marais, jusqu’à son embouchure[2].

La rivière à la Truite se déverse sur la rive nord-ouest du fleuve Saint-Laurent, face la pointe à Émile située au bout d’une presqu’île s’avançant sur 0,4 km vers l'ouest dans la baie de Mille-Vaches qui fait partie des Hauts-Fonds de Mille-Vaches. À partir de l’embouchure naturelle de la rivière (à marée haute), le courant coule sur 3,3 km sur le grès à pleine marée basse. Cette embouchure à marée haute est localisée à :
- 3,5 km au nord-ouest de la source de la rivière ;
- 1,8 km au nord-est de l’embouchure de la rivière Éperlan ;
- 6,6 km au nord-est du centre du hameau Rivière-au-Mouton ;
- 29,6 km au nord du centre du village des Escoumins ;
- 61,7 km au nord du centre du village de Tadoussac ;
- 20,5 km au sud du centre-ville de Forestville[2].

## Toponymie
Le toponyme rivière à la Truite a été officialisé le 5 décembre 1968 à la Banque des noms de lieux de la Commission de toponymie du Québec.